# The Song Remains the Same
The Song Remains the Same är ett soundtrackalbum och en filmad konsert av det brittiska rockbandet Led Zeppelin.
Albumet och konserten är filmad under tre konsertkvällar i New Yorks Madison Square Garden, juli 1973. Det var Led Zeppelins sista konserter på USA-turnén det året, och bandet skulle inte stå på scen igen förrän i januari 1975. Albumet släpptes den 21 september 1976 av Swan Song Records. 2007 gavs en remixad och remastrad version av albumet ut. Det innehåller dessutom sex låtar som inte fanns med på originalutgåvan.

## Låtlista
1. "Rock and Roll" (Bonham, Jones, Page, Plant) – 4:03
2. "Celebration Day" (Jones, Page, Plant) - 3:49
3. "The Song Remains the Same" (Page, Plant) - 6:00
4. "The Rain Song" (Page, Plant) - 8:25
5. "Dazed and Confused" (Holmes, Page) - 26:53
6. "No Quarter" (Jones, Page, Plant) - 12:30
7. "Stairway to Heaven" (Page, Plant) - 10:58
8. "Moby Dick" (Bonham, Jones, Page) - 12:47
9. "Whole Lotta Love" (Bonham, Dixon, Jones, Page, Plant) - 14:25